# 实况世界足球 完美十一人
《实况世界足球 完美十一人》是一款由科乐美公司制作和发行的足球类游戏。本游戏于1994年11月11日在日本地区超级任天堂发行。
游戏的模式分为：友谊赛、国际杯、世界循环赛、训练模式、场景模式和点球赛。
游戏中共有26个国家队。其中包括1994年世界杯的队伍，以及没有进入决赛阶段的奥地利、丹麦、法国、威尔士、苏格兰和英格兰。在日本版中，仅有24支国家队，其中包括5个亚洲国家：伊朗、伊拉克、朝鲜、沙特阿拉伯和日本队。英格兰队的旗帜由英国国旗代替。